# Orde van Verdienste (Centraal-Afrikaanse Republiek)
De Orde van Verdienste van de Centraal-Afrikaanse Republiek is een op Franse leest geschoeide moderne ridderorde met de gebruikelijke vijf graden.

## De waardigheden ("dignités") van de Orde
- Grootkruis

De grootkruisen dragen het kleinood van de orde aan een grootlint op de linkerheup en de ster van de orde op de linkerborst
- Grootofficier

De Grootofficieren dragen een kleinood aan een lint met een rozet op de linkerborst en een ster rechtsonder op de rechterborst.

## De graden van de Orde
- Commandeur

De Commandeur draagt een groot uitgevoerd kleinood van de orde aan een lint om de hals.  
- Officier

De Officier draagt een kleinood aan een lint met een rozet op de linkerborst. 
- Ridder

De Ridder draagt een kleinood aan een lint op de linkerborst. Bij de ridder is in het kleinood geen goud verwerkt

## De versierselen van de Orde
Het kleinood is een wit kruis met zwarte boorden en acht punten. Op de acht punten zijn gouden ballen geplaatst. In het witte medaillon is een vijfpuntige gouden ster op een wit medaillon te zien. Het kruis is op een spichtige gouden lauwerkrans met groene bladeren gelegd. De versierselen van de ridders zijn van zilver, bij de hogere rangen zijn ze verguld. 
De sterren zijn alleen afwijkend omdat de lauwerkrans door gouden stralen is vervangen.
Het lint is rood met blauw-witte en blauw-gele biezen.
De orde lijkt sprekend op de jarenlang in Centraal-Afrika uitgereikte Orde van de Zwarte Ster, een Franse koloniale ridderorde.
De versierselen zijn voor burgers en militairen gelijk.

## Geschiedenis
Op 3 mei 1972 bezocht de Joegoslavische Maarschalk Tito de Centraal-Afrikaanse Republiek. Hij ontving bij die gelegenheid het grootkruis.